# Armand-Numa Jautard
Armand-Numa Jautard est un auteur dramatique et chansonnier français du XIXe siècle, mort après 1872.

## Biographie
Ses pièces ont été représentées sur les plus grandes scènes parisiennes du XIXe siècle : Théâtre des Folies-Dramatiques, Théâtre de l'Odéon, Théâtre du Palais-Royal, Théâtre des Variétés etc.

## Œuvres
- Deux pour un, ou le Bigame, vaudeville en 1 acte, 1835
- La Peur du mal, comédie en 1 acte, mêlée de couplets, avec Albéric Second, 1842
- Les Petits Mystères du jardin Mabille dévoilés, 3 vols., avec Max Revel, 1844
- L'École d'un fat, comédie en 1 acte et en prose, avec Marie de L'Épinay, 1844
- Les Fils de Télémaque, vaudeville en 1 acte, avec Henri de Tully, 1848
- Les Giboulées, vaudeville en 1 acte, avec Amédée de Jallais, 1851
- Un monsieur qui n'a pas d'habit, comédie-vaudeville en 2 actes, avec Montjoye, 1851
- Un mari d'occasion, comédie en un acte, avec Lucas, 1852
- L'Original et la Copie, comédie en 1 acte et en vers, avec Gustave Harmant, 1852
- Un fils malgré lui, folie-vaudeville en 2 actes, avec Armand Montjoye, 1853
- L'Esprit familier, comédie-vaudeville en un acte, avec Hippolyte Lucas, 1854
- La Fille mousquetaire, anecdote du temps de Louis XIV, en 2 actes, mêlée de chants, avec Lucas, 1854
- Un roi malgré lui, comédie vaudeville en 2 actes, avec Montjoye, 1854
- Rompons !, opérette bouffe en 1 acte, avec de Jallais, 1858
- La Chanson de Margot, vaudeville en 2 actes, 1859
- Les Deux Dots, comédie vaudeville en 1 acte, avec Alfred Desroziers, 1862
- Blanche et Marie, romance, non daté